# Anne d'Orléans (1464-1491)
Pour les articles homonymes, voir Anne d'Orléans.
Anne d’Orléans (1464-9 septembre 1491), est la vingt-sixième abbesse de l'abbaye de Fontevraud (maison-mère de l'ordre de Fontevraud), de 1478 à sa mort.

## Biographie
Né en 1464, elle est la seconde fille de Charles, duc d’Orléans, et de Marie de Clèves et la sœur du futur Louis XII. 
En 1478, elle devint l’abbesse de l'abbaye de Fontevraud. Comme son prédécesseur, Marie de Bretagne, sa cousine germaine, elle a supervisé les réformes de l'abbaye. Elle y reçoit la visite de Charles VIII de France en 1487. On lui doit l'agrandissement de la  chapelle des moines fontevristes de Guesnes. Elle réforme sous son mandat les prieurés de Lencloître dans la Vienne, de Foissy dans l'Aube ainsi que les Filles-Dieu à Paris.
Elle meurt le 9 septembre 1491. Celle qui lui succède à la tête de l'abbaye, Renée de Bourbon , lui fait ériger une tombe en cuivre dans le chœur de l'abbatiale de l'abbaye de Fontevraud.